# JMEV
JMEV ist ein Joint Venture der Renault Gruppe, Jiangling Motors Corporation Group (JMCG) und der China Agricultural Development Construction Fund Corporation.
Der Hauptsitz liegt in Nanchang. Hergestellt werden ausschließlich Elektroautos.
Gegründet wurde das Unternehmen 2015 von JMCG. 2019 übernahm Renault die Mehrheit an dem Unternehmen.

## Modelle

### E100
Der E100 war das erste Auto des Unternehmens. Es ist ein Kleinwagen.

### E160
2017 wurde die Limousine E160 vorgestellt.

### E200
Ebenfalls 2017 kam mit dem E200 ein weiterer Kleinwagen auf den Markt.

### E400 (EX5)
Der E400 ist ein SUV und basiert auf dem Landwind X2. Er wurde später in EX5 umbenannt.

### EV3
Der EV3 ist ebenfalls ein Kleinwagen. Seit Ende 2023 wird er auch mit einem 21-kWh-Natrium-Ionen-Akkumulator von Farasis Energy gebaut.

### 01
Beim 01 handelt es sich um einen 4,11 Meter langen Roadster, der auf dem Konzeptfahrzeug SC-01 des Start-up-Unternehmens Tianjin Gongjianpai Auto Technology aufbaut. Er wurde im Januar 2025 vorgestellt und kam im April 2025 in China in den Handel.

### 05
Eine 4,67 Meter lange Limousine mit Elektroantrieb ist der 05. Er kam im Januar 2025 in China auf den Markt.

### 05S
Ein elektrisches SUV mit 4,64 Meter Länge ist der 05S, der im Juli 2025 vorgestellt wurde.

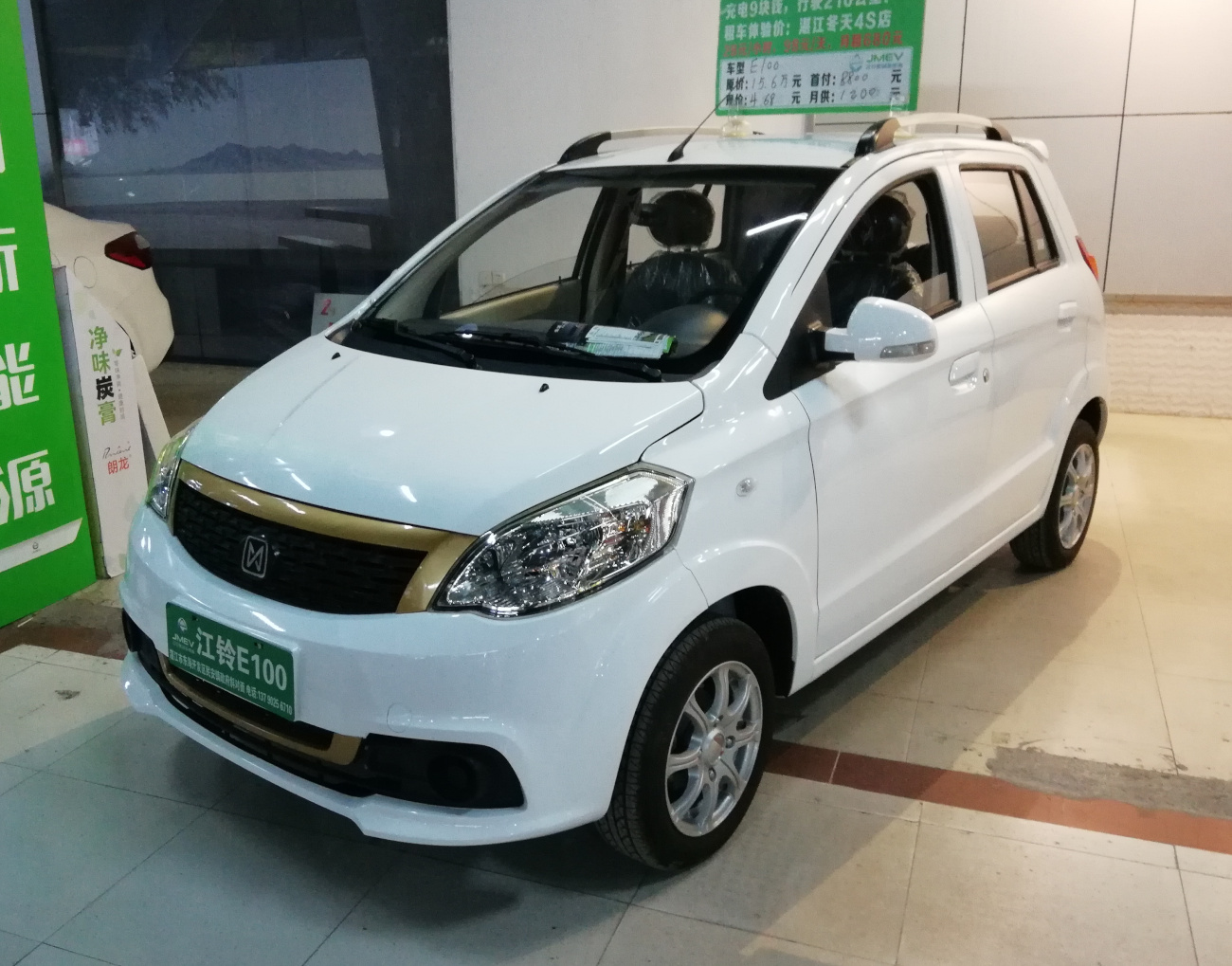
JMEV E100
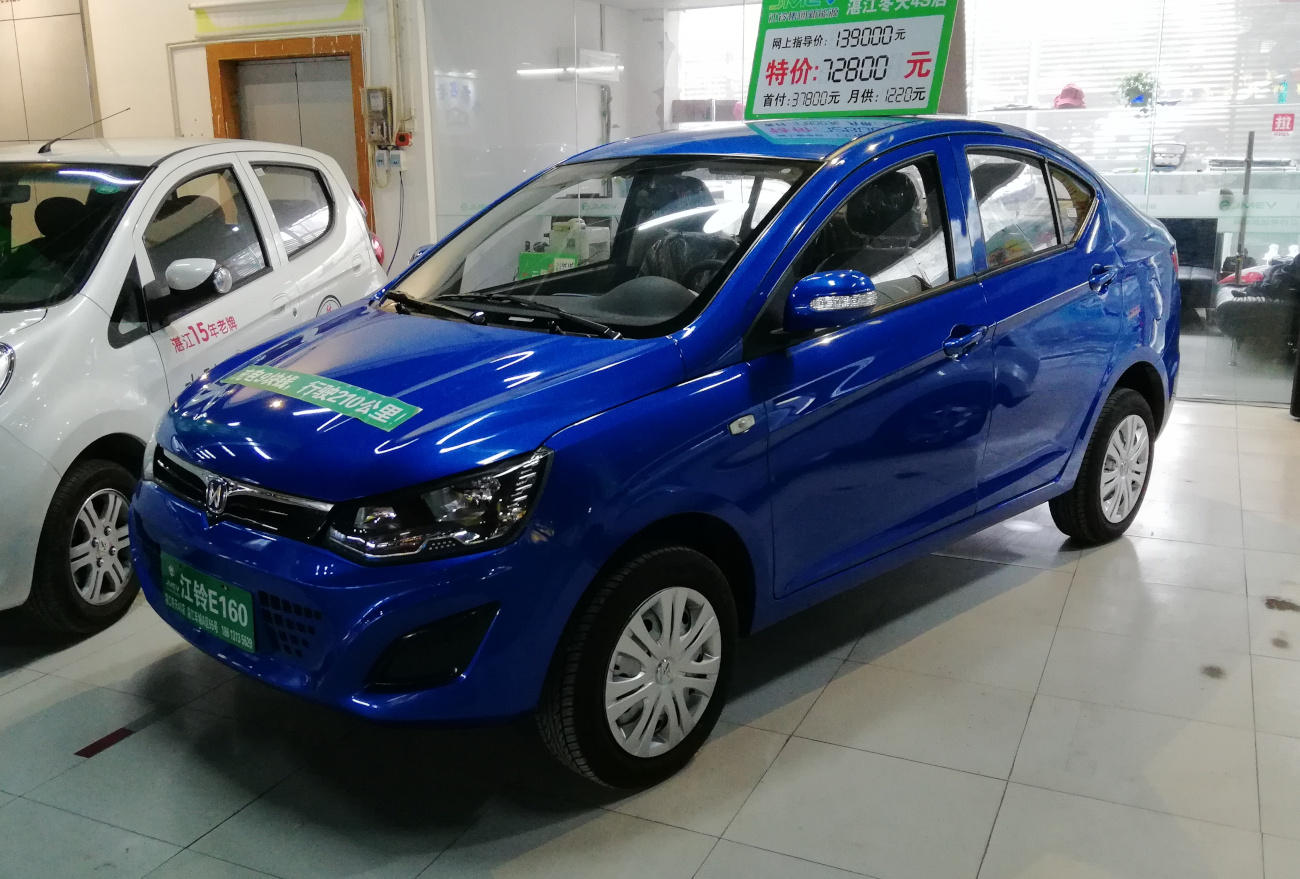
JMEV E160
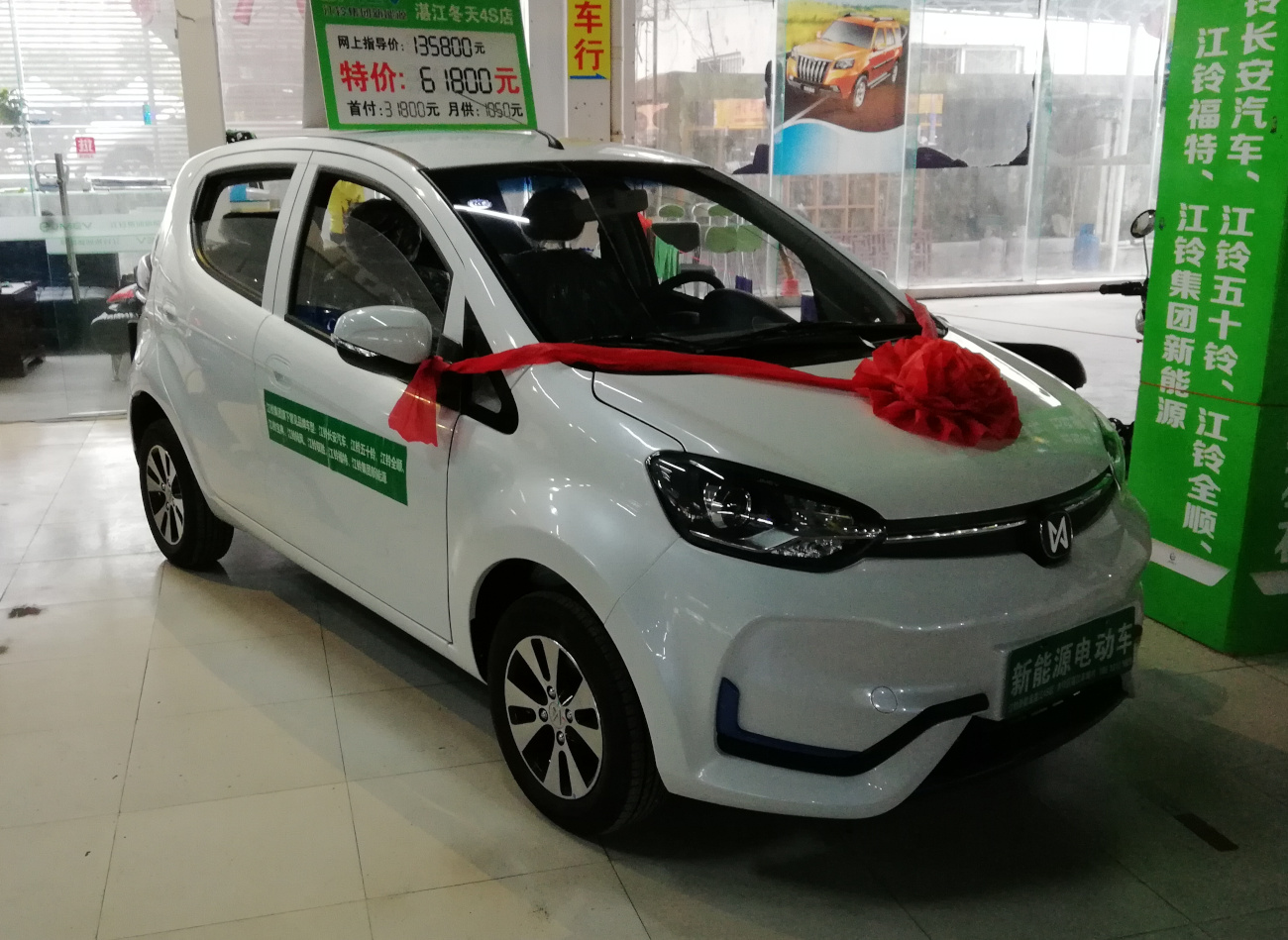
JMEV E200S
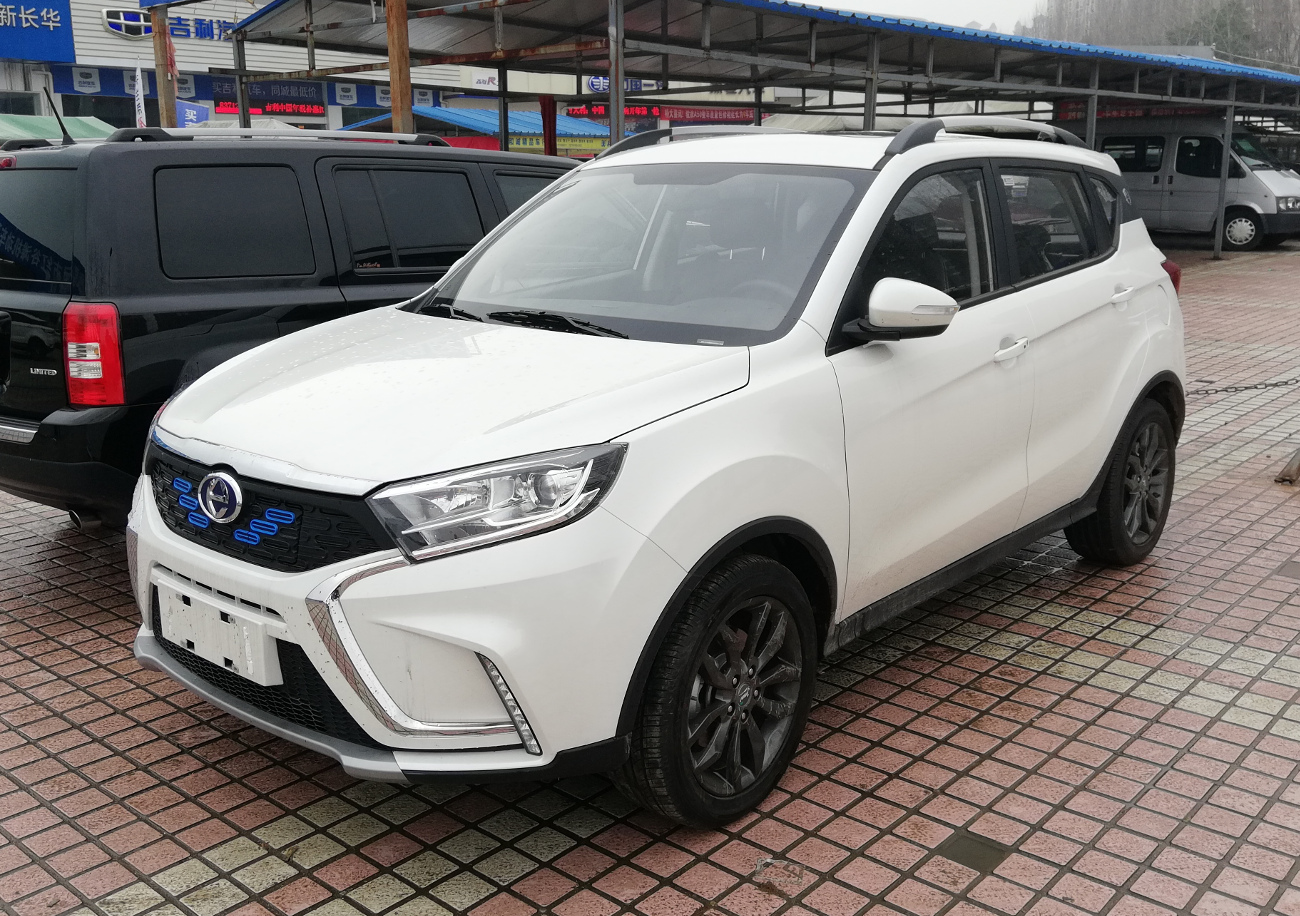
JMEV E400
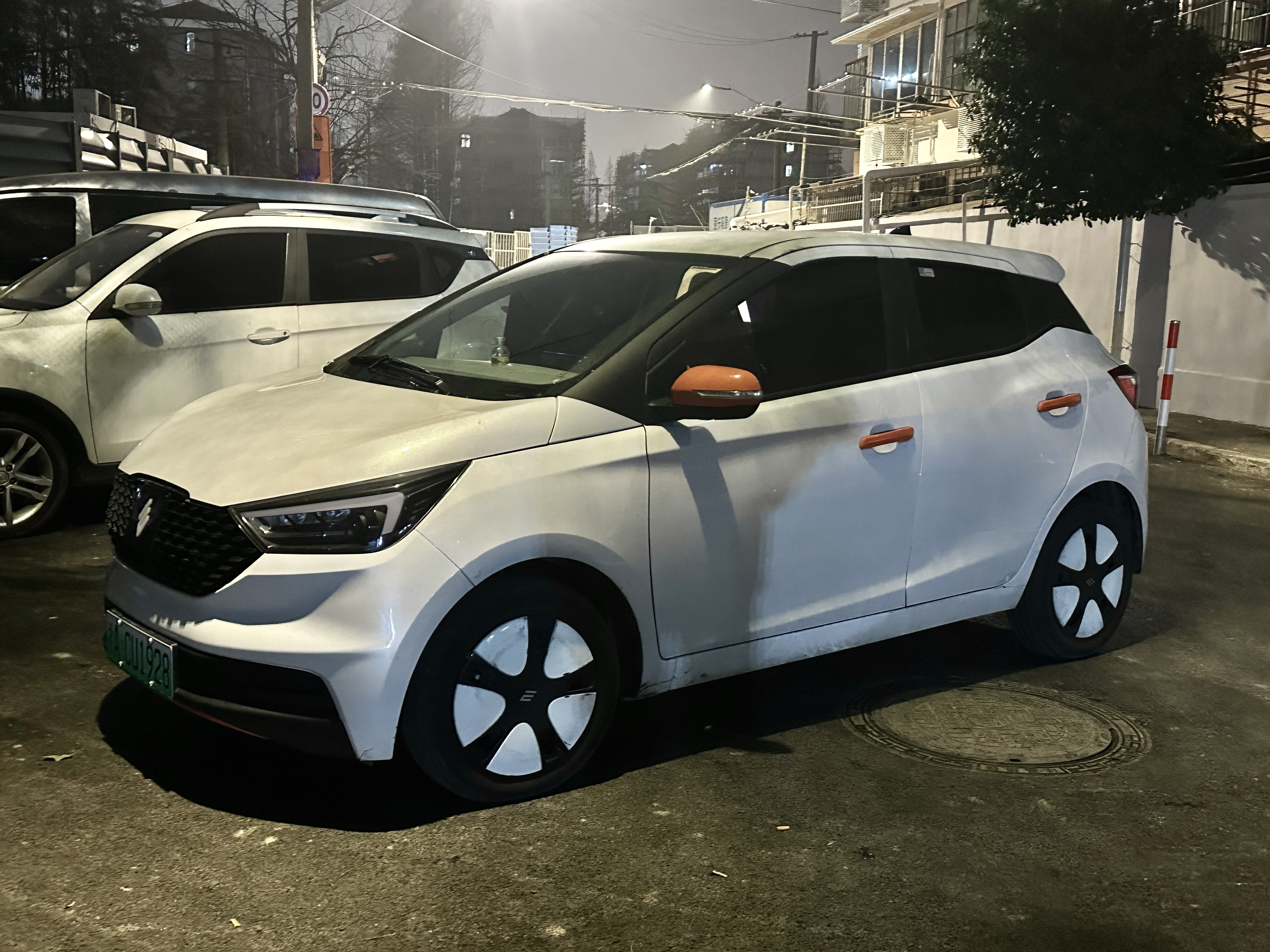
JMEV EV3
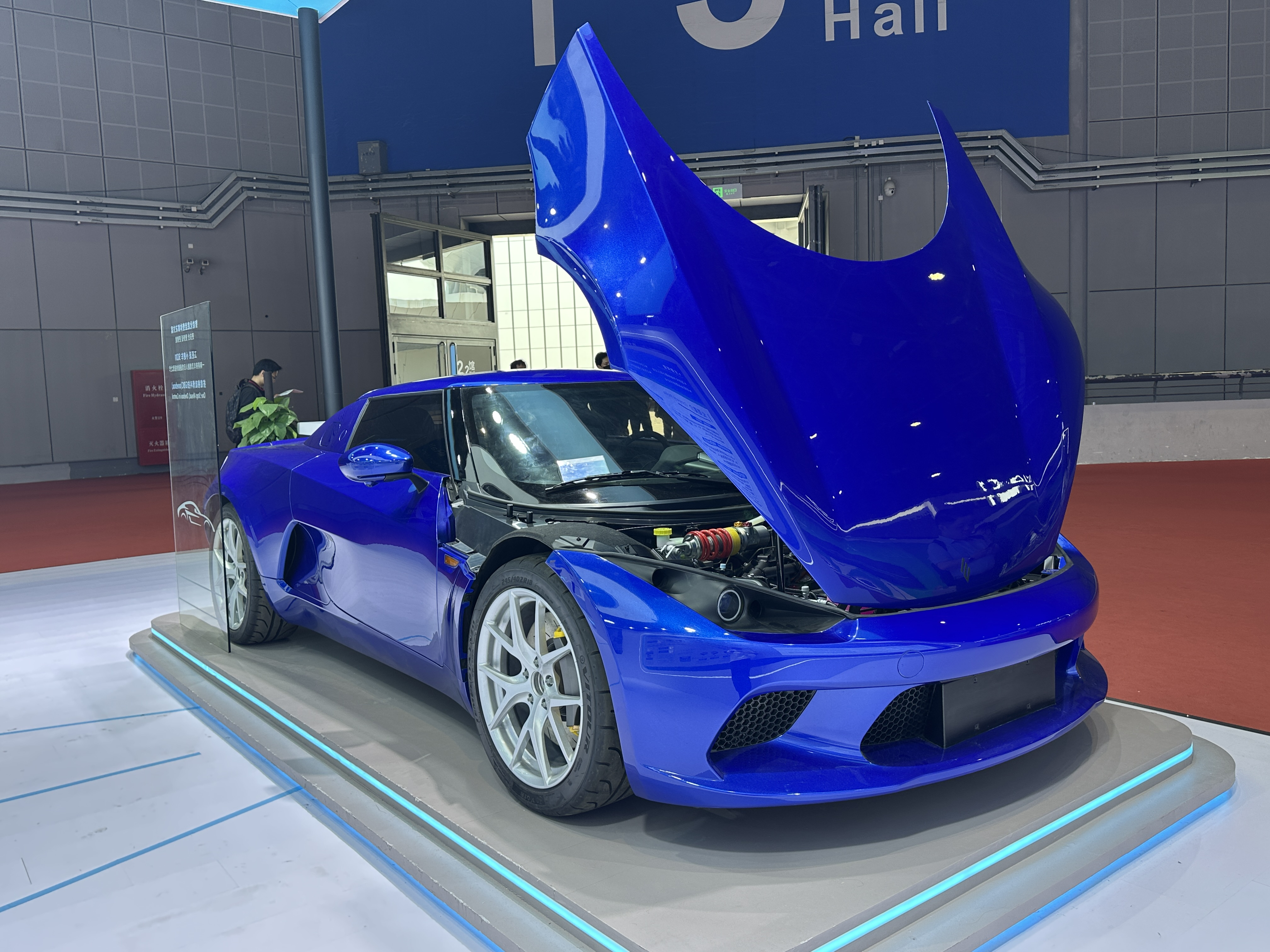
JMEV 01